# Перієць (Яломіца)
Перієць, Перієці (рум. Perieți) — село у повіті Яломіца в Румунії. Входить до складу комуни Перієць.
Село розташоване на відстані 91 км на схід від Бухареста, 9 км на захід від Слобозії, 119 км на захід від Констанци, 114 км на південний захід від Галаца.

## Населення
За даними перепису населення 2002 року у селі проживали 1320 осіб, усі — румуни. Усі жителі села рідною мовою назвали румунську.